# Danh sách chương trình Paris By Night thập niên 1980
Dưới đây là danh sách và thông tin về các chương trình Paris By Night được sản xuất và phát hành lần đầu trong thập niên 1980. Tuy chính thức ra đời vào năm 1983, nhưng mãi đến năm 1986, Paris By Night mới bắt đầu thực hiện chương trình đều đặn theo từng năm. Giai đoạn này, do Trung tâm Thúy Nga đang đóng tại Paris nên các chương trình Paris By Night đều được thu hình tại Pháp.

## 1989

### Paris By Night 9
MC Trần Văn Trạch
Danh mục chương trình
1. Xổ Số Kiến Thiết (Trần Văn Trạch) - Trần Văn Trạch
2. Mùa Thu Yêu Đương (Lam Phương) - Kim Anh
3. Hai Vì Sao Lạc (Anh Việt Thu) - Tuấn Vũ
4. Black Is Black (Lời Việt: Chí Tài) - Jeannie Mai
5. Nụ Hoa Nhỏ (Nguyễn Cư) - Hương Lan
6. Tình Lính (Y Vân) - Minh Phúc, Minh Xuân
7. Trình diễn áo dài thời trang (Họa sĩ Cathy Lê Minh Ánh)
8. Bướm Trắng (Anh Bằng, thơ: Nguyễn Bính) - Họa Mi
9. Cold Hearted (Lời Việt: Khúc Lan)
10. Biết Đến Bao Giờ (Lam Phương) - Băng Châu
11. Cánh Bướm Vườn Xuân (Lời Việt: Huyền Vân) - La Hán, The Passion
12. Duyên Kiếp (Lam Phương) - Hương Lan, Tuấn Vũ

### Paris By Night 8
Danh mục chương trình
1. Niềm Đau Chôn Giấu (Never Fall In Love) (Lời Việt: Lữ Liên) - Khánh Hà, The Uptight
2. Những Tâm Hồn Cô Đơn (Anh Bằng) - Kim Anh
3. Ai Cho Tôi Tình Yêu (Trúc Phương) - Thiên Trang
4. Yêu Nhau Đi (Besame Mucho) (Lời Việt: Trường Kỳ)
5. Con Đường Tình Ta Đi (Phạm Duy) - Họa Mi
6. Tình Ca Người Đi Biển (Trường Hải) - Băng Châu
7. Người Yêu Cô Đơn (Đài Phương Trang) - Tuấn Vũ
8. Ngày Đó (Jo Marcel) - Thanh Tuyền
9. Như Đã Dấu Yêu (Đức Huy) - Hương Lan
10. Biết Đến Thuở Nào (Tùng Giang, Trường Kỳ) - Huỳnh Thi

### Paris By Night 7
Từ chương trình PBN 7 trở đi, chương trình được tổ chức thành dạng Đại nhạc hội thu hình trực tiếp tập trung. MC Jo Marcel
Danh mục bài hát:
1. Gặp Nhau (Hoàng Thi Thơ) - Hương Lan, Tuấn Vũ
2. Oh Carol (Neil Sedaka, Howard Greenfield) - Carol Kim
3. Sầu Lẻ Bóng (Anh Bằng) - Mộng Tuyền
4. Tình Yêu Thủy Thủ (Y Vân) - Công Thành, Lynn
5. Tóc Mây (Phạm Thế Mỹ) - Họa Mi
6. Trình Diễn Thời Trang Áo dài Thành Lễ (Hoàng Đình Tuyên)
7. Cô Bé Ngày Xưa (Hoài Linh) - Tuấn Vũ
8. Mơ Ước Người Yêu (Lời Việt: Phạm Duy) - Nhật Hạ
9. Hãy Vui Đi Anh
10. Cây Đàn Bỏ Quên (Phạm Duy) - Hương Lan
11. Thôi (Y Vân, Thơ: Nguyễn Long) - Jo Marcel
12. Lối Về Xóm Nhỏ (Trịnh Hưng) - Công Thành, Lynn

## 1988

### Paris By Night 6
Danh mục bài hát:
1. Tình Tuyệt Diệu (Lời Việt: Lữ Liên) - Lưu Bích
2. Niệm Khúc Cuối (Ngô Thụy Miên) - Hương Lan
3. Thiên Đàng Ái Ân (Lam Phương)
4. Đường Nào Em Đi (Hoàng Nguyên) - Ngọc Hải
5. Phút Say Đắm - Carol Kim
6. Để Quên Con Tim (Đức Huy) - Huỳnh Thi
7. Ảo Ảnh (Y Vân) - Phương Hồng Ngọc
8. Em Đi Rồi (Lam Phương) - Họa Mi
9. Đường Về Khuya (Lê Dinh, Minh Kỳ) - Tuấn Vũ
10. Bây Giờ Tháng Mấy (Từ Công Phụng) - Lưu Hồng
11. Sau Ngày Cuối Tuần
12. Bài Không Tên Cuối Cùng (Vũ Thành An) - Khánh Hà

## 1987

### Paris By Night 5
Danh mục bài hát:
1. Về Trên Nỗi Xót Xa
2. Tình Hậu Phương (Minh Kỳ) - Phượng Mai
3. Chờ Người (Lam Phương) - Elvis Phương, Phương Hồng Ngọc
4. Nàng (Trung Chỉnh) - Quốc Anh
5. Xin Làm Chim Rừng Núi (Trịnh Lâm Ngân) - Hương Lan
6. Mây Lang Thang (Lời Việt: Nam Lộc) - Bích Loan
7. Chiều Nay Không Có Em (Ngô Thụy Miên) - Tấn Phát
8. Mùa Xuân Ta Yêu Nhau
9. Niềm Đau Dĩ Vãng (Phượng Linh) - Phương Hồng Ngọc
10. Chỉ Có Em (Lam Phương) - Anh Sơn
11. Bóng Nhỏ Đường Chiều (Trúc Phương) - Phương Dung
12. Tan Tác (LV: Lữ Liên) - Khánh Hà

### Paris By Night 4
1. Xuân Yêu Thương (Lời Việt: Lê Đức Cường)
2. Định Mệnh (Song Ngọc) - Duy Quang, Phượng Mai
3. Giã Từ Đêm Mưa (Văn Phụng) - Bích Loan
4. Nếu Xa Nhau (Đức Huy) - Phương Hồng Ngọc
5. Mười Năm Tình Cũ (Trần Quảng Nam) - Elvis Phương
6. Thung Lũng Chim Bay (Việt Dzũng, Thơ: Hoàng Ngọc Ẩn) - Lệ Thu
7. Gimme Your Love Tonight (Thomas Passmann-Engel)
8. Gặp Nhau Làm Ngơ (Trần Thiện Thanh) - Quốc Anh
9. Tình Nồng Cháy - Minh Đức
10. Nếu Anh Đừng Hẹn (Lê Dinh, Dạ Cầm) - Phượng Mai
11. Cỏ Nhớ Tên Em (Tấn Phát) - Tấn Phát
12. Bay Đi Cánh Chim Biển (Đức Huy) - Khánh Hà

## 1986

### Paris By Night 3
1. Bến Thượng Hải (LV: Tùng Giang) - Phượng Mai
2. Tình Yêu Đã Mất (Phạm Mạnh Cương) - Phương Hồng Ngọc
3. Trả Lại Em (Lam Phương) - Giao Linh
4. Biết Nói Gì Đây (Huỳnh Anh) - Ngọc Hải
5. Tình Bơ Vơ (Lam Phương) - Thanh Thúy
6. Về Mái Nhà Xưa (Nguyễn Văn Đông) - Minh Đức
7. LK Tình Ca: Dư Âm (Nguyễn Văn Tý), Tình Bơ Vơ/Đèn Khuya/Thu Sầu/Trăm Nhớ Ngàn Thương (Lam Phương), Tình Đời (Minh Kỳ, Vũ Chương), Chiều Nay Không Có Em (Ngô Thụy Miên), Nếu Vắng Anh (Anh Bằng), Ai Nói Với Em (Minh Kỳ, Huy Cường), Phố Vắng Anh Rồi (Mạnh Phát, Nguyễn Đan Thanh) - Sơn Ca
8. Để Quên Con Tim (Đức Huy) - Elvis Phương
9. Thung Lũng Hồng (Phạm Mạnh Cương) - Khánh Ly
10. Thuở Ấy Có Em (Huỳnh Anh) - Anh Sơn
11. Chuyện Tình Không Đoạn Kết (Tâm Anh) - Băng Châu
12. Chiều Thương Đô thị (Song Ngọc, Hoài Linh) - Hương Lan

### Paris By Night 2
1. Lời giới thiệu - Kim Chi
2. Sắc Hoa Màu Nhớ (Nguyễn Văn Đông) - Phượng Mai
3. Tình Yêu Như Bóng Mây (Song Ngọc) - Hương Lan
4. Thương Quá Việt Nam (Phạm Thế Mỹ) - Sơn Ca
5. Gọi Người Yêu Dấu (Vũ Đức Nghiêm) - Ngọc Hải
6. Món Quà Kỷ Niệm (Y Vân) - Phương Hồng Ngọc
7. Rồi Mai Tôi Đưa Em (Trường Sa) - Elvis Phương
8. Em Là Tất Cả (Lam Phương) - Giáng Thu
9. Một Phút Suy Tư (Vân Tùng) - Băng Châu
10. Hoa Cài Mái Tóc (Thông Đạt) - Quốc Anh
11. Nỗi Buồn Đêm Đông (Anh Minh) - Phương Dung
12. Ngày Đá Đơm Bông (Nhật Ngân, Loan Thảo) - Hương Lan
13. Nỗi Buồn Châu Pha (Lê Dinh) - Phượng Mai

## 1983

### Paris By Night 1
Đây là chương trình PBN đầu tiên, thực hiện bằng cách thu hình ngoại cảnh rồi biên tập và phát hành dưới dạng băng VHS.
1. Lời giới thiệu - Kim Chi
2. LK Ai Về Sông Tương (Thông Đạt) & Em Tôi (Lê Trạch Lựu) - Julie Quang
3. Bên Nhau Ngày Vui (Quốc Dũng) - Thanh Mai
4. Mưa Hồng (Trịnh Công Sơn) - Anh Sơn
5. Muộn Màng (Tấn Phát) - Hương Lan, Tấn Phát
6. Thuyền Trăng (Nhật Bằng, Thanh Nam) - Thu Hương
7. Tình Có Như Không (Trần Thiện Thanh) - Quốc Anh
8. Yêu Anh Dài Lâu (Đức Huy) - Mỹ Hòa
9. Trên Đỉnh Mùa Đông (Trần Thiện Thanh) - Hương Lan
10. Tình Yêu Lần Cuối (Đức Huy) - Julie Quang
11. Người Yêu Tôi Khóc (Trần Thiện Thanh) - Thanh Mai, Anh Sơn
12. Gái Xuân (Từ Vũ, Thơ: Nguyễn Bính) - Thu Hương
13. Vũ khúc đà điểu (nhạc đệm Trung Nghĩa) - Christiane